# Mère Marie Agnès
Marie Louise Françoise Briand, en religion mère Marie Agnès (Mother Mary Agnes en anglais) est une religieuse catholique française, missionnaire mariste aux Fidji, née le 22 mars 1870 à La Prénessaye et décédée le 17 mars 1955 sur l’ile de Makogai aux Fidji. Elle fut supérieure régionale pour les îles Fidji des Sœurs missionnaires de la Société de Marie de 1908 à 1946. Dévouée auprès des lépreux du Pacifique, elle fut directrice de la léproserie de Makogai de 1916 à 1950, une des plus grandes du monde. Elle fut décorée de l’ordre de la Légion d’honneur et de l’ordre de l’Empire britannique.

## Biographie
Marie Briand est née le 22 mars 1870 dans le hameau de La Hautière dans la commune de La Prénessaye, dans les Côtes-d'Armor. Son père était cocher d’Ernest Carré-Kerisouet, maître des Forges du Vaublanc, situées dans le hameau voisin de celui de La Hautière mais dans la commune de Plémet. En 1877, la famille Briand s’installe au Vaublanc à Plémet. Son père quitte le service en 1881 à l’âge de 55 ans. La famille quitte Plémet et s’installe à Saint-Brieuc.
À l’été 1890, quelques mois après le décès de son père, la jeune Marie fit la rencontre de deux sœurs membres du Troisième Ordre de Marie (future congrégation des Sœurs Missionnaires de la Société de Marie). Peu de temps après elle entrait au noviciat de ces sœurs à Saint-Brieuc qui fut transféré à Sainte-Foy-lès-Lyon en 1891. Marie Briand pris ses vœux le 15 janvier 1893 sous le nom de sœur Marie Agnès. Deux semaines plus tard, elle embarquait à Marseille en direction de Sydney. Elle y demeura une année afin d’apprendre l’anglais et en 1894 elle rejoignit la mission de Waikiri, sur l’île de Taveuni. Elle fut chargée de l’école de filles pendant 22 ans mais officiait aussi occasionnellement comme infirmière.
En 1908, elle fut nommée mère supérieure régionale pour l’ensemble des sœurs maristes des îles Fidji. En 1911 une petite léproserie fut créée sur l’île de Makogai. Elle comptait à ses débuts 2 religieuses et 40 patients. Ce chiffre était monté à 100 patients en 1916 quand le gouvernement colonial des Îles Fidji nomma mère Marie Agnès, directrice de l’établissement. Sous la gouvernance de Mère Marie Agnès la léproserie devint l’une des plus grandes du monde, comptant plus de 400 patients en 1925 et 700 en 1950 au départ en retraite de la mère supérieure. Elle accueillait les lépreux des colonies britanniques du Pacifique ainsi que ceux de Nouvelle-Zélande et de ses dépendances à partir de 1922.
La léproserie de Makogai était citée comme une léproserie modèle et la gouvernance de Mère Marie Agnès toujours décrite comme un juste équilibre entre compassion et discipline, ce qui valut à mère Marie Agnès le surnom de “Générale en jupes”. Mère Marie Agnès organisa la colonie de lépreux de Makogai d’après le modèle indien de léproseries agricoles centré sur l'ergothérapie. Les patients de Makogai qui n’étaient pas hospitalisés demeuraient dans 13 villages organisés par ethnie. Ils devaient jardiner, pêcher, faire paître le bétail, effectuer des travaux d’artisanat et participer aux activités de sport et de loisir. La colonie de lépreux était régie par son propre code de conduite et des sanctions disciplinaires pouvant aller jusqu’à la prison. En reconnaissance de sa gouvernance modèle, Mère Marie Agnès fut décorée de l’ordre de l’Empire britannique en 1937, avec hommage personnel de la reine douairière. L’organisation ségrégationniste de Makogai fut saluée pour ses résultats en termes de paix sociale et de liberté pour chaque communauté de conserver ses traditions. Elle fit également l'objet de critiques, notamment en ce qui concerne la distribution inéquitable des rations. La hiérarchie raciale était imposée par le gouvernement colonial des Fidji qui facturait aux gouvernements dont les patients étaient ressortissants des frais de séjours plus élevés pour les blancs, moins élevés pour les chinois, indiens et maoris et encore moins élevés pour les indigènes du Pacifique.
En 1939, mère Marie Agnès entreprit un long voyage de huit mois. Elle se rendit en France, au Chapitre général de l’ordre des Sœurs Missionnaires de la Société de Marie, devenu ordre de droit pontifical 7 ans plus tôt. Elle se rendit également aux États-Unis et en Jamaïque où elle participa à l’amélioration de la gestion de la léproserie de Spanish Town.
Mère Marie Agnès fut partie prenante des campagnes de levées de fonds qui précédèrent la création en 1939 du Makogai Lepers Trust Board devenu la Pacific Leprosy Foundation.
En 1950, Mère Marie Agnès prit sa retraite de la direction de Makogai mais demeura sur l’île jusqu’à son décès en 1955. Elle fut inhumée, sur sa demande, dans le cimetière des patients. Elle avait reçu la Légion d’honneur du gouvernement français en 1952 en reconnaissance de ses 34 années de travail au service des lépreux.

## Galerie
|  |  |  |  |